# Yusuf Grillo
Pour les articles homonymes, voir Grillo (homonymie).
Yusuf Grillo (Lagos, 1934 - 2021) est un artiste contemporain nigérian connu pour ses œuvres inventives et la prédominance de la couleur bleue dans nombre de ses peintures.
Il a été président de la Society of Nigerian Artists (it). Membre fondateur de la Zaria Art Society, il explore ses racines nigérianes et les combine avec l'art occidental suivant la théorie de la « synthèse naturelle » énoncée par Uche Okeke, Grillo contribue, au travers de son œuvre, à la préservation de la culture yoruba.

## Biographie

### Jeunesse, formation et la Zaria Art Society
Yusuf Adebayo Grillo naît en 1934 à Lagos, où il grandit dans un quartier historiquement christianisé par des Brésiliens,,.
Il fréquente le Nigerian College of Arts, Science and Technology à Zaria, où il obtient un diplôme en beaux-arts en 1960 et un diplôme de troisième cycle en éducation. Il fait partie des membres fondateurs de la Zaria Art Society, créée en 1958. Les artistes de ce collectif, appelé aussi les « Zaria Rebels », s'appuient sur l'euphorie du nationalisme exalté pendant le processus d'indépendance du pays au tournant des années 1960, mais également sur la nécessité de créer un nouvel art. Ils sont inquiets par l'influence grandissante de la culture et de l'art occidentaux et le risque de voir disparaître les traditions et les idées artistiques locales. C'est ainsi que le collectif base sa démarche artistique sur la théorie de la « synthèse naturelle » énoncée par Uche Okeke, dans laquelle l'artiste suggère qu'il faut fusionner les arts visuels indigènes avec les arts visuels « utiles » des Occidentaux pour trouver une expression universelle,,.
En 1966, il quitte Zaria pour étudier à l'université de Cambridge. À Londres, il est initié à l'utilisation de la résine de polyester dans la sculpture.
Grillo se rend ensuite États-Unis en 1969, où il visite le College of Art and Printing. Il remporte trois ans plus tard le concours panafricain de peinture de Londres puis étudie l'enseignement industriel en Allemagne de l'Ouest et en Grande-Bretagne.

### Carrière
Grillo a exposé en Afrique, en Europe, en Amérique et en Australie. Il est considéré comme l'un des plus grands peintres nigérians ayant suivi une formation académique ; il acquiert une certaine notoriété et une reconnaissance internationale dans les années 1960 et 1970, tout en exposant une grande collection de ses premières œuvres. Il fait appel à sa formation en art occidental dans nombre de ses peintures, en combinant les techniques de l'art occidental avec les caractéristiques de la sculpture traditionnelle yoruba. Sa préférence pour la couleur bleue dans les peintures de décors naturels est parfois similaire à l'adire ou aux textiles à teinture par résistance utilisés au Nigeria.
Il est le chef du département d'art et d'impression du Yaba College of Technology (en) pendant 25 ans,,. Grillo a par ailleurs été président du Lagos State Art Council (1978) et de la Society of Nigerian Artists (it).
Yusuf Grillo meurt des complications du COVID-19 le 23 août 2021.

## Œuvre
En tant que membre de la Zaria Art Society, il a une influence considérable au Nigeria et est considéré comme l'un des plus acclamés artistes nigérians à l'étranger.
Yusuf Grillo n'est pas un peintre prolifique. C'est en partie dû au fait qu'il passe de longs mois, voire des années, à travailler sur chacune de ses œuvres.
Ses thématiques tournent autour de la vie locale, de l'activité humaine, en particulier dans le monde yoruba.

« Grillo évite le réalisme photographique. Au lieu de cela, il stylise et allonge les personnages de sa peinture qui sont facilement identifiables par leur minceur, leur élégance et leur grâce qui, selon lui, représentent l'idéal contemporain de la beauté dans un cadre urbain. »

— Chike Dike et P. Oyelola, 2006.
Le style de Yusuf Grillo se distingue par ses formes abstraites et naturalistes. Son utilisation du bleu et du violet rappelle le vitrail. Les plis généreux du drapé de la robe Yoruba deviennent des formes géométriques soigneusement équilibrées. Le traitement de la tête par Grillo fait parfois directement référence aux formes de masques africains. Beaucoup de ses personnages sont stylisés presque jusqu'à l'abstraction, sans pour autant perdre leur humanité. Comme les autres membres de la Zaria Art Society, qui explorent leurs racines nigérianes et les combinent avec l'art occidental suivant la théorie de la « synthèse naturelle » énoncée par Uche Okeke, Grillo contribue, au travers de son œuvre, à la préservation de la culture yoruba.
Yusuf Grillo a par ailleurs reçu des commandes pour réaliser des vitraux et des mosaïques à destination de bâtiments publics, notamment des églises, des universités, des bâtiments gouvernementaux et l'aéroport international Murtala-Muhammed,.

## Expositions notables
- FESTAC 77, Lagos (Nigeria)
- 1983–1999 : « Drummers return », Yemisi Shyllon Museum of Art (en), Lekki (en) (Nigeria)[2]
- 2018 : « An Exhibition and Retrospective of Works by Yusuf Grillo »[13]